# Zespół Bealsa
Zespół Bealsa, zespół Bealsa-Hechta, wrodzona arachnodaktylia przykurczowa – rzadki zespół wad wrodzonych o dziedziczeniu autosomalnym dominującym, objawiający się licznymi przykurczami stawowymi, arachnodaktylią, ciężką kifoskoliozą, anomaliami małżowin usznych i hipoplazją mięśniową.
Choroba ta wymaga różnicowania z zespołem Marfana; fenotypy tych dwóch schorzeń nakładają się na siebie, dlatego duża część przypadków zespołu Bealsa jest przypuszczalnie źle zdiagnozowana i trudno podać prawdziwe szacunki jego częstości w populacji. Możliwe jest prenatalne rozpoznanie zespołu. Leczenie jest objawowe; rekomenduje się konsultację kardiologiczną i oftalmologiczną.
Przyczyną choroby jest mutacja w genie FBN2 na chromosomie 5q23. Zespół opisali Beals i Hecht w 1971 roku.